# Guillaume Cerutti
Guillaume Cerutti, né le 20 mars 1966 à La Ciotat, est un dirigeant d'entreprise français, ancien haut fonctionnaire. Il exerce actuellement les fonctions de Chief Executive Officer de l'entreprise Christie's.

## Biographie

### Formation et parcours dans l'administration et dans les ministères
Diplômé de l'Institut d'études politiques de Paris (1986), puis de l'École nationale d'administration, promotion Victor Hugo (1991), il intègre l'Inspection générale des finances. En 1995, il est nommé conseiller financier au Secrétariat général des affaires européennes (SGCI), organisme interministériel placé sous l’autorité du Premier ministre. En mars 1996, il devient directeur général du Centre Georges Pompidou, poste qu'il occupe pendant cinq ans. En 2001, il est l'auteur d'un rapport sur la fiscalité de l'art et la protection des trésors nationaux. De 2002 à 2004, il est directeur de cabinet de Jean-Jacques Aillagon, ministre de la Culture et de la Communication dans le gouvernement dirigé par Jean-Pierre Raffarin. À ce titre, il participe notamment à la préparation de la loi du 1er août 2003 sur le mécénat et les fondations, dite « loi Aillagon ». De 2004 à 2007, il est directeur général de la concurrence, de la consommation et de la répression des fraudes (DGCCRF) au ministère de l'Économie et des Finances. Il démissionne de l'inspection des finances le 1er septembre 2018.

### Parcours dans le secteur privé
En septembre 2007, il rejoint Sotheby's, maison internationale de vente aux enchères, aux fonctions de Président-directeur général de Sotheby's France, alors que la société apparaît au quatrième rang des sociétés de vente aux enchères françaises. Sous sa présidence, Sotheby's devient no 1 sur le marché français en 2008, un rang qu'elle occupera également à l'issue des années 2010, 2013 et 2014, en particulier grâce à plusieurs ventes de collections prestigieuses. En septembre 2011, il est nommé deputy chairman de Sotheby's Europe, chargé de la France, du Benelux, de Monaco et de l'Italie.
En juillet 2015 est annoncé son départ de Sotheby’s pour rejoindre la rivale Christie's, comme président pour l’Europe, le Moyen-Orient, la Russie et l’Inde. 
En décembre 2016, il est nommé Chief Executive Officer de Christie's, avec effet au 1er janvier 2017.  Cette même année, Christie's a vu le total de ses ventes augmenter de 26 % mondialement. Deux ventes exceptionnelles ont eu lieu depuis sa prise de fonction : la vente du Salvator Mundi attribué à Leonardo da Vinci à New York en novembre 2017, qui a atteint le prix record de 450,3 millions de dollars et la vente The collection of Peggy and David Rockefeller à New York en mai 2018 qui a atteint un volume d'adjudications record aux enchères pour une collection privée.
Cerutti, président de Christie's depuis 2023, a quitté son poste de PDG en février 2025 pour présider la Collection Pinault'.

### Autres fonctions et travaux
Guillaume Cerutti est depuis 2015 président du conseil d’administration de la Fondation nationale des arts graphiques et plastiques (FNAGP). 
Il a également été président du conseil d'administration de l'Institut pour le financement du cinéma et des industries culturelles (IFCIC) entre 2010 et 2016, président du conseil d'administration du Chœur de chambre Accentus entre 2007 et 2012, et président du conseil d'administration de l'École nationale supérieure de la photographie d'Arles (2009-2010).
En 2010, il est coauteur avec Patrick Zelnik et Jacques Toubon d'un rapport sur la création et internet.
Il est l'auteur de nombreux articles sur la politique culturelle, parus notamment dans la revue Commentaire, et les quotidiens Le Monde, Les Échos, l'Opinion . Entre septembre 2015 et juin 2016, il a tenu une rubrique hebdomadaire dans Le Quotidien de l'Art. Il est l'auteur de La Politique culturelle, un enjeu du XXIe siècle, 20 propositions (éditions Odile Jacob, 2016). À l'été 2014, une polémique l'oppose dans Le Figaro à Luc Ferry au sujet de l'art contemporain.  
Il est membre de l'association des Marseillais de Paris.

## Vie personnelle
Cerutti est marié et père d'un fils et de trois filles, et réside à Londres depuis 2023.